# Zuid-Osseetse presidentsverkiezingen 2001
In de Georgische afscheidingsrepubliek Zuid-Ossetië vonden op 18 november en 9 december 2001 presidentsverkiezingen plaats. Regerend president Ljoedvig Tsjibirov stelde zich herkiesbaar, maar haalde de vereiste tweede ronde niet. De onafhankelijke kandidaat Edoeard Kokojti won deze tweede ronde van de communistische partijleider Stanislav Kotsjijev met 55% van de stemmen. 
Vrijwel de gehele internationale gemeenschap, inclusief Georgië, beschouwde de verkiezing van Kokojti als illegaal en erkende deze niet.

## Achtergrond
De betrekkelijk goede verstandhouding die Ljoedvig Tsjibirov had met de Georgische president Edoeard Sjevardnadze eind jaren 1990 leidde tot hoop op een begin van een conflictoplossing of in ieder geval een vreedzame cohabitatie, maar had nog geen concreet resultaat. Er werd gedurende Tsjibirov's termijn overlegd over de staatkundige verhoudingen tussen de centrale autoriteiten van Georgië en Zuid-Ossetië en de status van die laatste. Gedurende zijn gehele leiderschap neigde Tsjibirov naar een meer verzoenende houding en werd hij beschouwd als een stabiliserende invloed op de betrekkingen. Een overeenkomst over re-integratie van Zuid-Ossetië in Georgië leek nabij in 2000. Tsjibirov lag vooral vanwege de moeilijke sociaaleconomische omstandigheden in de regio uit de gratie, en niet zozeer vanwege zijn constructieve verstandhouding met de Georgiërs. Het Georgische bevolkingsdeel boycotte de verkiezing. 

## Kandidaten
Voor de verkiezingen van 2001 stelde president Ljoedvig Tsjibirov zich herkiesbaar als onafhankelijk kandidaat. Hij wilde graag zijn beleid om tot een vorm van normalisatie van betrekkingen met de centrale Georgische autoriteiten voort kunnen zetten in de constructieve verhouding die hij had met de Georgische president Edoeard Sjevardnadze. De sinds 1993 in Rusland gevestigde Edoeard Kokojti, voormalige kampioen Vrije Stijl worstelen van de Georgische SSR, verliet zijn Moskouse bestaan als ondernemer en meldde zich ook voor de verkiezing. Hij had een meer nationalistischer koers voor ogen, naar een verenigd Ossetië en aansluiting bij Rusland en wilde geen onderhandelingen met Georgië over een Zuid-Ossetische status binnen dat land. Politiek veteraan, parlementariër en leider van de Communistische Partij Stanislav Kotsjijev, Justitie minister Alan Parastajev en Georgi Gagijev maakten de kandidatenlijst compleet. 

## Resultaten
Op 18 november behaalde Kokojti 47% van de stemmen, gevolgd door Kotsjijev met 24%. President Tsjibirov werd derde met 21% van de stemmen. Dit betekende dat er een tweede ronde nodig was tussen Kokojti en Kotsjijev. Tsjibirov verklaarde na zijn verlies uit de politiek te vertrekken en terug te keren naar de academische wereld. Premier Dmitri Sanakojev verklaarde niet met Kokojti te willen samenwerken, vanwege zijn betrokkenheid in de escalatie van het geweld in de periode 1989-1992, en het feit dat hij een Russisch staatsburger was die gesteund werd door "zekere krachten" in Moskou. Sanakojev speelde tijdens presidentsverkiezingen in 2006 een hoofdrol in alternatieve verkiezingen die de oppositie organiseerde. Hij werd daarna door Georgië benoemd tot leider van de 'Provisionele Territoriale Eenheid Zuid-Ossetië'.  Bij de tweede ronde op 6 december 2001 kreeg Kokojti 55% van de stemmen tegen 41% voor Stanislav Kotsjiev. Op 19 december trad Kokojti aan als president.
De overwinning van Kokojti was onverwacht en vooral te danken aan de steun van de Tedejev-clan, een van de machtigste families van Zuid-Ossetië, die de verkiezingscampagne van Kokojti had georganiseerd en gefinancierd. Leden van de Tedejev-clan kregen nadien de verantwoordelijkheid over de douanedienst van de republiek en over het vrachtvervoer langs de Trans-Kaukasische Autoweg, de belangrijkste handelsverbinding tussen de republiek en Rusland en een belangrijke smokkelroute voor drugs en wapens. De weg zorgde voor een groot deel van de (clandestiene) inkomsten voor de Zuid-Ossetische overheid, dat in 2004 tot een conflict leidde met de autoriteiten in Tbilisi door de misgelopen douane inkomsten.
Kokojti nam in tegenstelling tot Tsjibirov een krachtige positie in tegen hereniging met Georgië en wilde alleen over vrede onderhandelen als Zuid-Ossetië werd behandeld als een onafhankelijke staat (een preconditie die de Georgische overheid weigert). Ook stond hij een vereniging van Zuid-Ossetië met de Russische autonome republiek Noord-Ossetië voor en daarmee een aansluiting bij Rusland.
|                                                | Edoeard Kokojti              | Onafhankelijk                |  | 48 | 12.171  | 55,0 |  |  |
|                                                | Stanislav Kotsjijev          | Communistische Partij        |  | 24 | 9.009   | 40,7 |  |  |
|                                                | Ljoedvig Tsjibirov           | Onafhankelijk                |  | 21 |         |      |  |  |
|                                                | Alan Parastajev              |                              |  | ?  |         |      |  |  |
|                                                | Georgi Gagijev               |                              |  | ?  |         |      |  |  |
| Totaal                                         | Totaal                       | Totaal                       |  |    | 21.180  | 100  |  |  |
|                                                |                              |                              |  |    |         |      |  |  |
| Geldige stemmen                                | Geldige stemmen              | Geldige stemmen              |  |    | 21.180  |      |  |  |
| Ongeldige / verloren stemmen                   | Ongeldige / verloren stemmen | Ongeldige / verloren stemmen |  |    | 929     |      |  |  |
| Totale stemmen                                 | Totale stemmen               | Totale stemmen               |  |    | 22.109  |      |  |  |
| Kiesgerechtigden / opkomst                     | Kiesgerechtigden / opkomst   | Kiesgerechtigden / opkomst   |  |    | ~35.000 | 63   |  |  |
| Bronnen: International Crisis Group, EU Report |                              |                              |  |    |         |      |  |  |

## Waarnemers
Er werden geen verkiezingswaarnemers gestuurd door internationale organisaties in Europa, zoals het Bureau voor Democratische Instellingen en Mensenrechten (ODIHR) van de OVSE, de EU, de Parlementaire Vergadering van de Raad van Europa (PACE) en anderen, omdat zij de verkiezingen als illegaal beschouwen. Er waren alleen waarnemers uit de Russische deelrepubliek Noord-Ossetië.

## Reacties
- Georgië - Het Georgische parlement zei in een verklaring op 10 november 2001 dat "de verkiezingen worden beschouwd als een actie tegen de territoriale integriteit van Georgië, die de vredesbesprekingen tussen de twee partijen belemmert".[16]